# بيرثا بيكمان
بيرثا بيكمان (بالألمانية: Bertha Wehnert-Beckmann)‏ هي مصورة ألمانية، ولدت في 25 يناير 1815 في كوتبوس في ألمانيا، وتوفيت في 6 ديسمبر 1901 في لايبزيغ في ألمانيا.